# Cecy Leos
Cecilia Leos Guadarrama, más conocida como Cecy Leos (Cuauhtémoc, Chihuahua, México, 10 de julio), es una cantante, músico y compositora. Integrante del extinto grupo musical Kaay. Ha compuesto canciones para diversos artistas (Cristian Castro, Yuridia, Abel Pintos, Abraham Mateo, Carlos Rivera, entre otros). En 2007 se integró a la banda musical Kaay, con quienes recibe una nominación en 2015 al Latin Grammy como mejor nuevo artista.

## Biografía
Cantautora mexicana, nacida el 10 de julio en Ciudad Cuauhtémoc, Chihuahua.
Grabó un disco titulado Fe en el año 2004 y un EP bajo la producción de Paco Ayala (Molotov) en el 2006 con su proyecto solista “Cecy Leos”.
En 2007 se integra a la banda femenina Kaay junto a María Bernal y Renée Suárez, con quienes lanzó dos discos, ambos con el sello discográfico Sony Music México. Su primer álbum “KAAY” fue lanzado en el año 2012 y como cortes promocionales se eligieron los temas Qué Pena, Así y Ni me gustabas tanto. “DES/EQUILIBRIO”, su segundo álbum sale en el 2014, Desequilibrio y Nunca Dije fueron elegidos como sencillos, mientras que el tema Mi Corazón es Tuyo fue elegido para ser parte de la telenovela del mismo nombre, producida por Juan Osorio.
Kaay realizó giras por la mayor parte de la república Mexicana y Ciudad de México tocando en foros cómo el Lunario, Teatro Metropolitan, Arena México, Arena Monterrey, Auditorio Nacional entre otros.
En 2015, estuvieron nominadas a los Latin Grammy en la categoría “Mejor nuevo artista”  y nominadas a los Premios Juventud con el tema Mi corazón es tuyo saliendo ganadoras en la terna. En el año 2017 el grupo anuncia su separación con un comunicado en sus redes sociales y medios de comunicación.
Cecy Leos ha compuesto canciones para diversos artistas como Cristian Castro, Carlos Rivera, Sasha Benny y Erick, Playa Limbo, Jary, Edith Márquez, Yuridia, Juan Solo, Abraham Mateo (España), Abel Pintos (Argentina) entre otros.
El 3 de noviembre del  2017 publica en todas las plataformas digitales su primer sencillo como solista titulado:  "Al Diablo", al cual es recibido con una gran aceptación; colocándose en algunas de las principales listas de reproducción de Spotify. 
En diciembre de 2017 inicia la grabación de su segundo sencillo llamado Hilo Rojo en Sonic Ranch, involucrando en la producción a Stefano Vienni y Alan Saucedo (ganador de 4 Latin Grammys y 2 Grammys ) así como al aclamado Geoff Emerick, ingeniero de The Beatles.  
En 2018 se realiza el evento A Diva Voz con la participación de Silvina Moreno, Raquel Sofía, Beatriz Luengo y Debi Nova, además de la propia Cecy, el fin del evento era reconocer y resaltar la importancia de la mujer dentro de la industria musical.
En el año 2019 se embarca en una gira  por varias ciudades de la República Mexicana, acompañada de  la cantante puertorriqueña Raquel Sofía y la cantante argentina Silvina Moreno.
El día 9 de junio del año 2021 lanza su primer álbum como solista después de la desaparición de Kaay, llamado De la Noche a la Aurora, disco producido y grabado entre México y Argentina. El primer sencillo lanzado fue Las Águilas, el día 26 de abril, el tema también cuenta con un video promocional grabado en el desierto de Samalayuca, Chihuahua, bajo la dirección de Sarah Retana. El tema del álbum llamado ¿Dónde Estás? cuenta con la participación de la cantante, instrumentista y compositora argentina Silvina Moreno.

## Discografía

### Con Kaay
|    | Álbum          | Lanzamiento           | Lista de canciones |
| -- | -------------- | --------------------- | --- |
| 1. | Kaay           | 18 de agosto de 2012  | - Qué Pena (María Bernal / Mario Ponce) - Gracias (Cecy Leos / Jules Ramllano) - Así ( María Bernal / Sofi Mayen) - Ni Me Gustabas Tanto (Cecy Leos / María Bernal) - Nunca (Cecy Leos) - Otro Tiempo (Cecy Leos) - Para Olvidar (María Bernal / Leonel García) - Pudo Ser (Cecy Leos / Balta Hinojosa) - Por Favor (María Bernal / J. Ramllano / Elizabeth Fuentes / Carlos Rodríguez) - Ratitos (Renée Suárez / Diego Ortega) - Tan Solo Tú (María Bernal) - La Vida es un Cuento (Cecy Leos)                                                                                                  |
| 2. | Des/Equilibrio | 21 de octubre de 2014 | - Desequilibrio (Cecy Leos) - El Mundo Antes de Ti (Cecy Leos / María Bernal) - Mientras Siga en Pie (María Bernal / Claudia Brant) - Cielo en Radiación (María Bernal) - Nunca Dije (Cecy Leos) - Besos de Papel (María Bernal / Ángela Dávalos) - Dinero (Cecy Leos) - Demente (la del Cuchillo) (Cecy Leos) - Para Cuando No Esté (Cecy Leos / Renée Camacho / María Bernal) - 7 Tequilas (Cecy Leos) - ¿Y Cómo Te Olvido? (Renée Camacho / Diego Ortega) - Detente Ahí (Renée Camacho / Mario Ponce / Michelle Blanc) - Mi Corazón es Tuyo (bonus track) (Mauricio Arriaga / Eduardo Murgía) |

### Como solista
|    | Álbum                   | Lanzamiento | Lista de canciones |
| -- | ----------------------- | ----------- | --- |
| 1. | Fe                      | 2004        | - Tea Room - Mil Veces - Ya No - Abrazándonos - En Mis Sueños - Mundo de Papel - No Supiste - Puedo Dejar - El Cielo - Fe            |
| 2. | Cecy Leos (EP)          | 2006        | - Bésame - Para qué te - Nene - Sálvame - Sin Tus Brazos                                                                             |
| 3. | De la Noche a la Aurora | 2021        | - Conjuros Para Olvidar - Extraños - ¿Dónde Estás? (con Silvina Moreno, Argentina) - 7000 km - Las Águilas - Aurora - Serena Soledad |

|     | Título                                      | Año  |
| --- | ------------------------------------------- | ---- |
| 1.  | Al Diablo                                   | 2017 |
| 2.  | Hilo Rojo                                   | 2018 |
| 3.  | Bonito Bonito (con Sofía Macchi, Argentina) | 2018 |
| 4.  | Todo                                        | 2018 |
| 5.  | Las Luces del Mundo                         | 2018 |
| 6.  | Cosita Dulce                                | 2019 |
| 7.  | Un Ratito (con Alex Soto)                   | 2019 |
| 8.  | Creí                                        | 2019 |
| 9.  | Adiós la vida en Rosa (con Marianne Boudot) | 2020 |
| 10. | Amapolas (con Mariano Brocchini, Argentina) | 2020 |
| 11. | Las Águilas                                 | 2021 |

## Premios y nominaciones
| Año  | Trabajo nominado          | Premio           | Categoría            | Resultado |
| ---- | ------------------------- | ---------------- | -------------------- | --------- |
| 2015 | Kaay                      | Latin Grammy     | Mejor Nuevo Artista  | Nominado  |
| 2015 | Kaay - Mi Corazón Es Tuyo | Premios Juventud | Mejor Tema de Novela | Ganador   |

## Composiciones
| Canción                     | Artista                               | Álbum                               | Año  | Coautores                                          |
| --------------------------- | ------------------------------------- | ----------------------------------- | ---- | -------------------------------------------------- |
| «Contigo»                   | Yuridia                               | Nada es color de rosa               | 2009 | Ettore Grencci / Fernando Pantini                  |
| «Llévame»                   | Yuridia                               | Nada es color de rosa               | 2009 | Ettore Grencci / Fernando Pantini                  |
| «Un paso más»               | Yuridia                               | Nada es color de rosa               | 2009 | Ettore Grencci / Fernando Pantini                  |
| «Corazón blindado»          | Edith Márquez                         | Amar no es suficiente               | 2011 | Carlos Law / Armando Ávila                         |
| «Gracias»                   | Kaay                                  | Kaay                                | 2012 | Jules Ramllano                                     |
| «Ni me gustabas tanto»      | Kaay                                  | Kaay                                | 2012 | María Bernal                                       |
| «Nunca»                     | Kaay                                  | Kaay                                | 2012 |                                                    |
| «Otro tiempo»               | Kaay                                  | Kaay                                | 2012 |                                                    |
| «Pudo ser»                  | Kaay                                  | Kaay                                | 2012 | Balta Hinojosa                                     |
| «La vida es un cuento»      | Kaay                                  | Kaay                                | 2012 |                                                    |
| «De solo vivir»             | Abel Pintos                           | Abel                                | 2013 | Abel Pintos                                        |
| «Hey»                       | David Zepeda                          | Volverte a enamorar                 | 2013 | Carlos Lara                                        |
| «Cuando no estás»           | Juan Solo                             | Ni solo, ni mal acompañado          | 2014 | Juan Solo                                          |
| «Des/Equilibrio»            | Kaay                                  | Des/Equilibrio                      | 2014 |                                                    |
| «El mundo antes de ti»      | Kaay                                  | Des/Equilibrio                      | 2014 | Pedro Dabdoub                                      |
| «Nunca dije»                | Kaay                                  | Des/Equilibrio                      | 2014 |                                                    |
| «Dinero»                    | Kaay                                  | Des/Equilibrio                      | 2014 |                                                    |
| «Demente»                   | Kaay                                  | Des/Equilibrio                      | 2014 |                                                    |
| «Para cuando no esté»       | Kaay                                  | Des/Equilibrio                      | 2014 | Renée Suárez / María Bernal                        |
| «7 tequilas»                | Kaay                                  | Des/Equilibrio                      | 2014 |                                                    |
| «Cielo azul»                | Carlos Rivera (con Kaay)              | Con ustedes Carlos Rivera (en vivo) | 2014 | Carlos Rivera                                      |
| «No tiene sentido»          | Matías Carrica (con Kaay)             | Buscavida                           | 2015 | Mauro Muñoz / Matías Carrica / Juan Blas Caballero |
| «Ay amor»                   | Sasha, Benny y Erik (con Playa Limbo) | Entre amigos                        | 2016 | Mauro Muñoz                                        |
| «Dicen»                     | Cristian Castro                       | Dicen                               | 2016 | Alan Saucedo                                       |
| «Temblando en la oscuridad» | Abraham Mateo                         | Are You Ready                       | 2016 | Abraham Mateo / Jacobo Calderón                    |
| «Besos pasajeros»           | Jary                                  | Besos pasajeros                     | 2017 | María Bernal / Jary                                |
| «El niño más grande»        | Camila Fernandez                      |                                     | 2017 | Camila Fernandez / Pambo                           |
| «Creo en tu amor»           | Paulina Goto                          |                                     | 2017 | Alan Saucedo                                       |
| «Al diablo»                 | Cecy Leos                             |                                     | 2017 | Hector Mena                                        |